# 수출검사제도
수출검사제도(輸出檢査制度)는 수출을 하는 데에 있어 조악한 수출품을 골라내기 위해 또는 수출 품목의 성과를 높이고 품질을 개선할 목적으로 지정 화물에 대하여 원칙적으로 정부기관 또는 지정 검사기관이 검사를 하는 제도이다.